# 大金石
吉谛瑜佛塔（緬甸語： 發音：[tɕaɪʔtʰíjó pʰəjá]或；孟語： [tɕaiʔ sɔeʔ jɜ̀]listenⓘ；或译为吉鐵密佛塔:135，俗称大金石）是缅甸孟邦著名的佛教朝圣地。这座佛塔高7.3米（24英尺），建在一块花岗岩巨砾顶部，岩体表面由男性朝圣者贴满金箔。
传说大金石能悬于山崖而不坠，全因佛陀的一缕佛髮支撑。这块风动石看似违背重力定律，始终处于即将滚落的临界状态。岩石与佛塔都位于吉谛瑜山顶。另一则传说称，一位苦修僧侣感动天帝，天帝遂施法移石至此，特意选择这块形似僧侣头颅的岩石。此处是继仰光大金塔与马哈牟尼佛塔之后，缅甸第三大佛教朝圣地。

## 词源
孟语中，指“佛塔”，意为“托于隐士头顶”。源自巴利语（ရိသိ），即“隐士”。因此整体意为“隐士头顶的佛塔”。

## 传说
传说佛陀云游时，曾赠一缕佛发给隐士泰塔（Taik Tha）。隐士将佛发藏于发髻，后转交国王，祈愿将其供奉于形似隐士头颅的巨岩中。这位国王继承了父亲佐基（精于炼金术的术士）和母亲（那伽龙蛇公主）的神力。他们在海底发现此石，在佛教宇宙观中忉利天之主帝释天协助下，运至吉谛瑜安放，并建塔供奉佛发。正是这缕佛发，阻止了巨石滚落。运送巨岩的石船化为觉丹班佛塔（Kyaukthanban，意为“石船舍利塔”），现位于金石300（980英尺）外供信徒朝拜。
另有传说称，信徒若从钦榜大本营（ကင်မွန်းစခန်း/Kin Pun Sakhan）出发，一年内徒步朝圣三次，将获财富与声望之福佑。

## 地理
吉谛瑜佛塔位于德林达依海岸北部的孟邦吉谛瑜附近。大金石矗立在吉谛瑜山（又称吉拉萨山或东尤马山脉）峰顶，海拔1,100米（3,609英尺），地处东尤马山脉庞龙（Paung-laung）山脊。距仰光210（130英里），在孟邦首府毛淡棉以北140（87英里）处。
山脚下的钦榜村（ကင်မွန်း/Kin Pun）距佛塔16（9.9英里），是最近的聚居点。从吉谛瑜镇延伸出通往大金石的人行道和公路。沿途可见许多看似摇摇欲坠的花岗岩巨砾。临近山顶处，两尊巨型石狮守卫着佛塔入口。此地名为雅德洞（Yatetaung，车辆终点站），朝圣者和游客需按缅甸习俗在此脱鞋，赤足攀登至大金石。从雅德洞巴士站出发的铺装山路建于1999年，两侧布满尘烟缭绕的商摊。这段1.2（0.75英里）险路需约一小时才能抵达大金石。若从钦榜大本营全程徒步约11（6.8英里），许多信徒视此跋涉为朝圣必经仪式。近年佛塔周围山岭新建多座寺庙，信徒和游客可沿步道参拜。

## 建筑结构
被称为大金石的金色巨岩顶部建有吉谛瑜佛塔。巨岩高约25英尺（7.6），周长50英尺（15）。岩顶佛塔高7.3（24英尺）。巨岩坐落于天然岩台上，宛若天成基座。花岗岩仅以极小接触面斜倚在基岩上。大金石与基岩完全分离，悬空部分达岩石长度之半，看似随时会从斜坡边缘滚落。岩壁下方是垂直深谷，岩基贴金箔形成莲座纹样。整岩宛若随时将倾坠而下。石阶通往佛塔建筑群，内有观景台、佛塔及纳神龛（缅甸民间神祇，与佛寺共祀）。信徒的核心朝拜仍聚焦大金石——人们在此诵经祈祷并贴金箔。附近环列铜锣，中央立着四尊纳神和天使像。
主广场周边布满宗教用品商铺，供应朝圣物品。广场旁有餐饮区、礼品店和客栈。新建的下层观景台可一览大金石全景。

## 朝圣活动

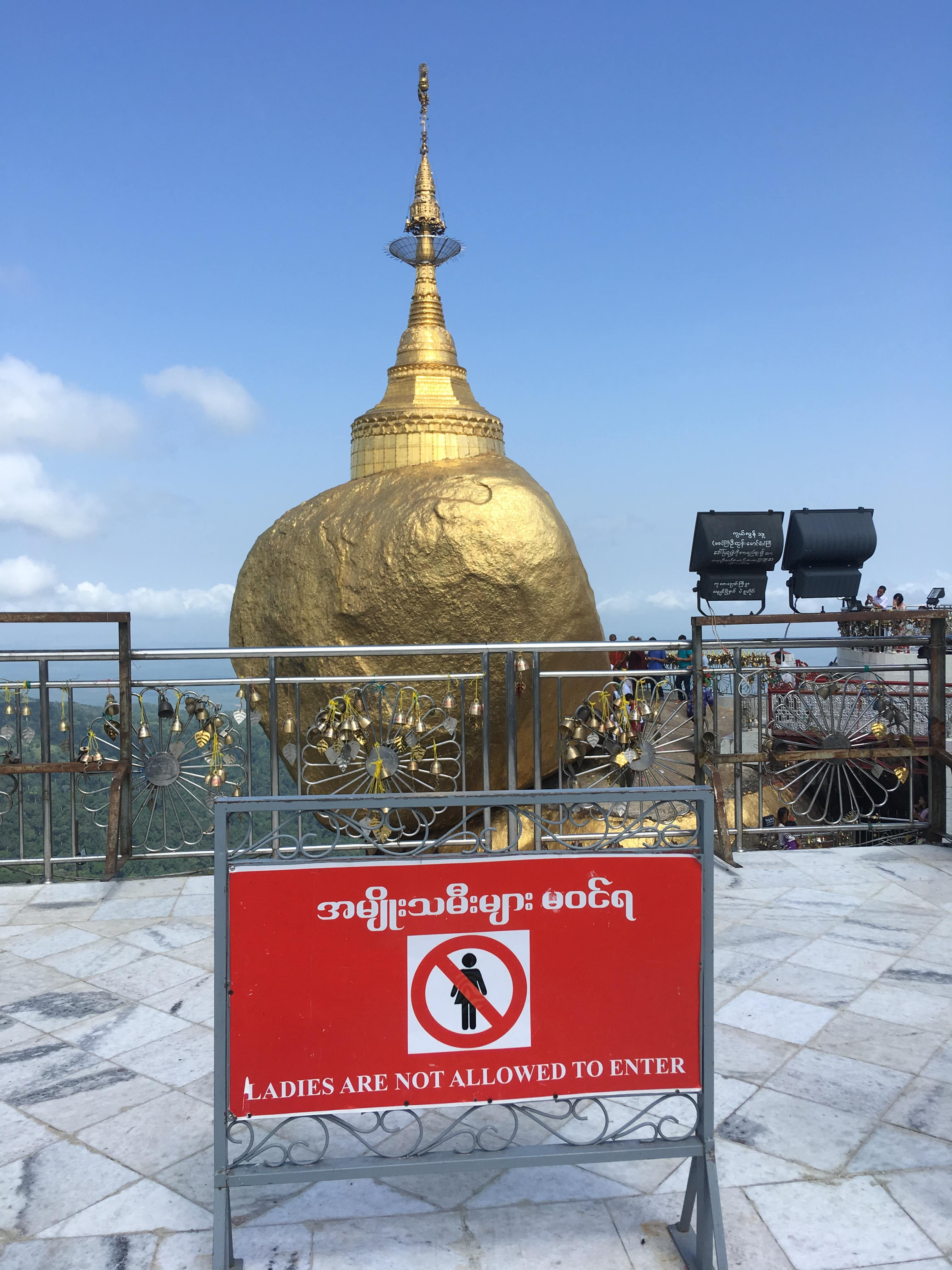
大金石旁的女性禁入告示牌

吉谛瑜佛塔（大金石）是缅甸重要朝圣地和旅游景点。每年11月至次年3月为朝圣旺季，佛塔区域充满虔诚氛围。金石从黎明到黄昏变幻金光（尤以日出日落最壮观），诵经声在圣域内回荡不息。整夜烛火长明，信徒持续进行禅修与供佛仪轨。男性信徒可跨桥在金石表面贴金箔，但女性严禁触摸金石，亦不得越桥。朝圣者来自缅甸各地，也有少量外国游客。虔诚信徒中，残障者拄拐沿山道跋涉而至；无力攀爬的老者则由挑夫以担架抬至佛塔礼佛。缅历德保月满月日（公历三月）是特殊朝圣期，当日将在佛塔平台点燃九万支蜡烛敬献佛陀。信徒也供奉水果、食物和香火。

## 图集

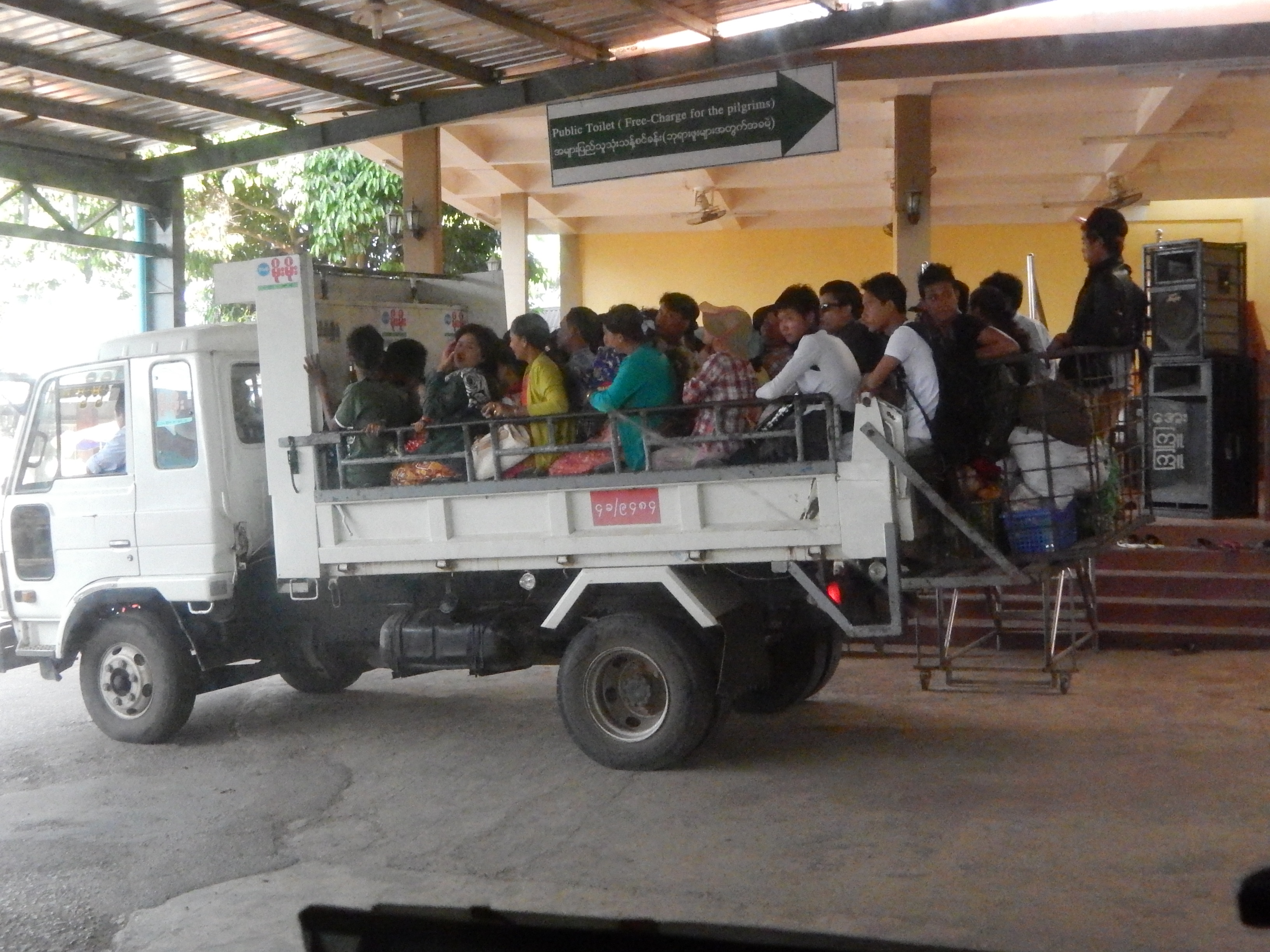
吉谛瑜山脚车站的巴士
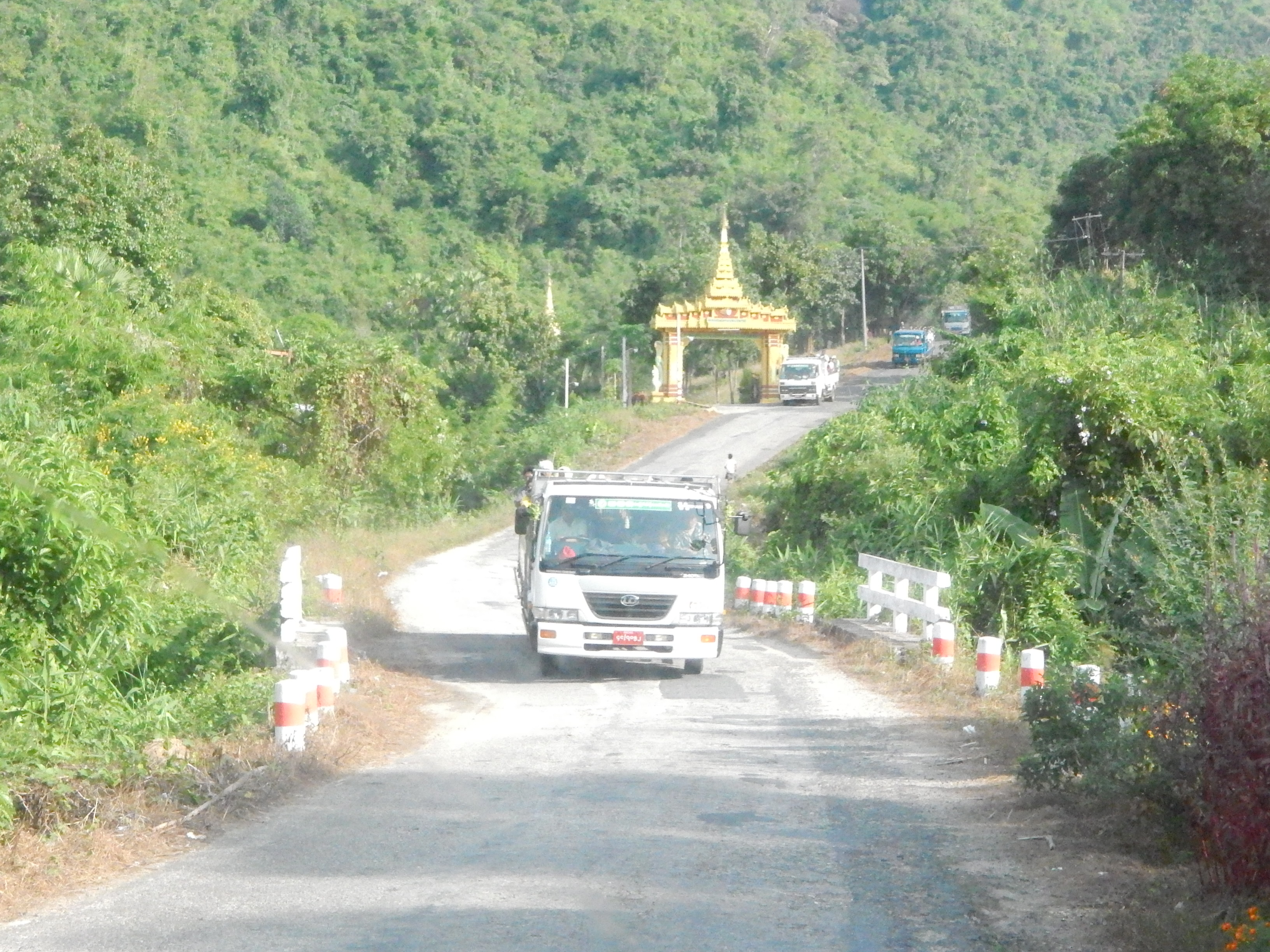
通往圣山的道路
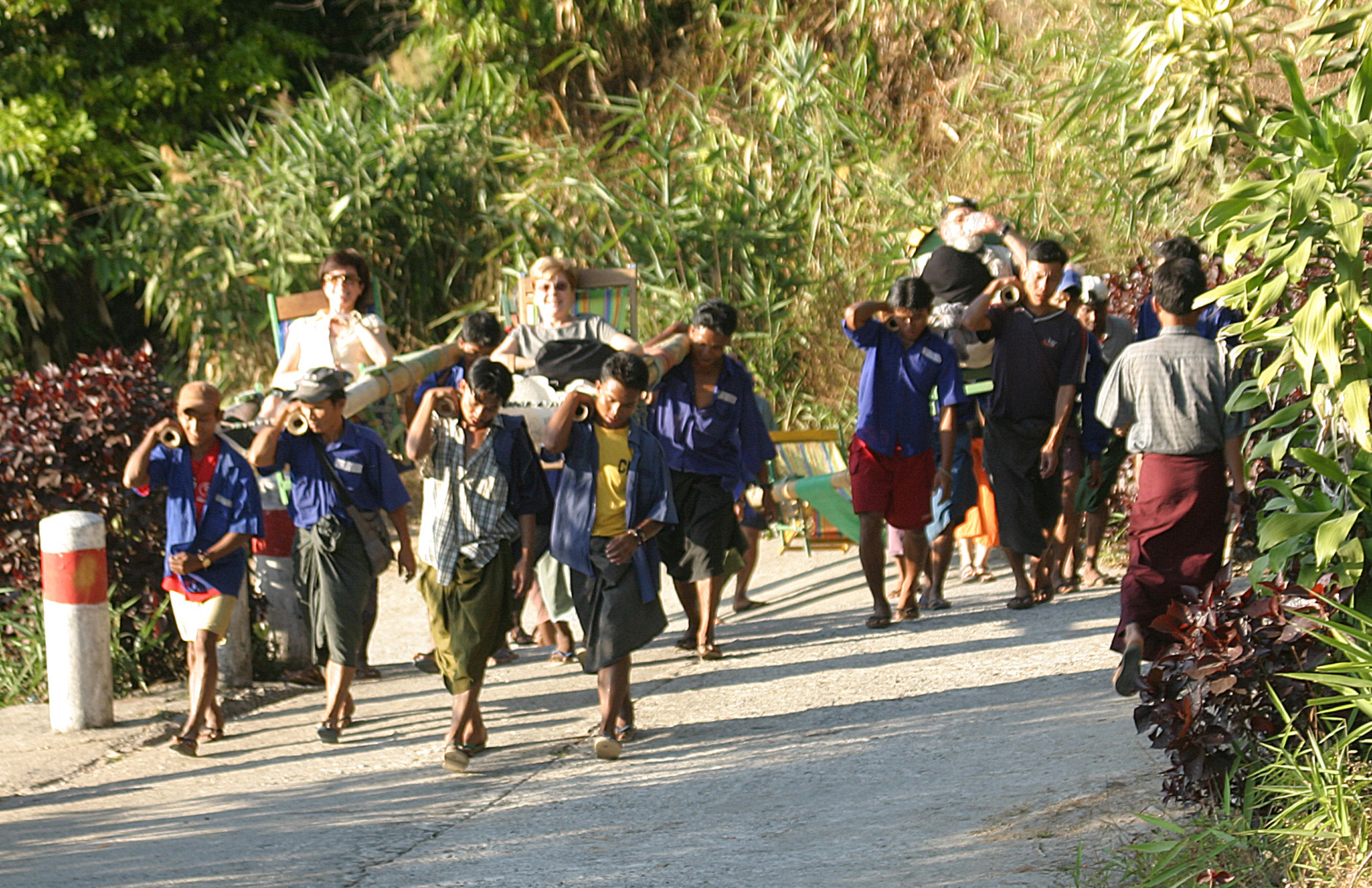
载客轿辇
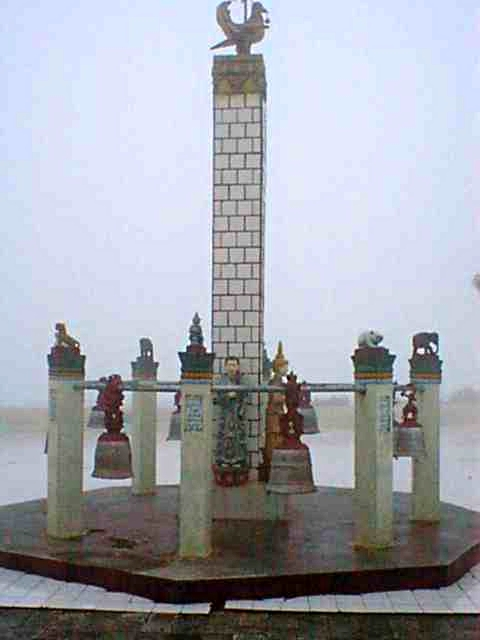
广场区的功德柱（英语：Tagundaing）
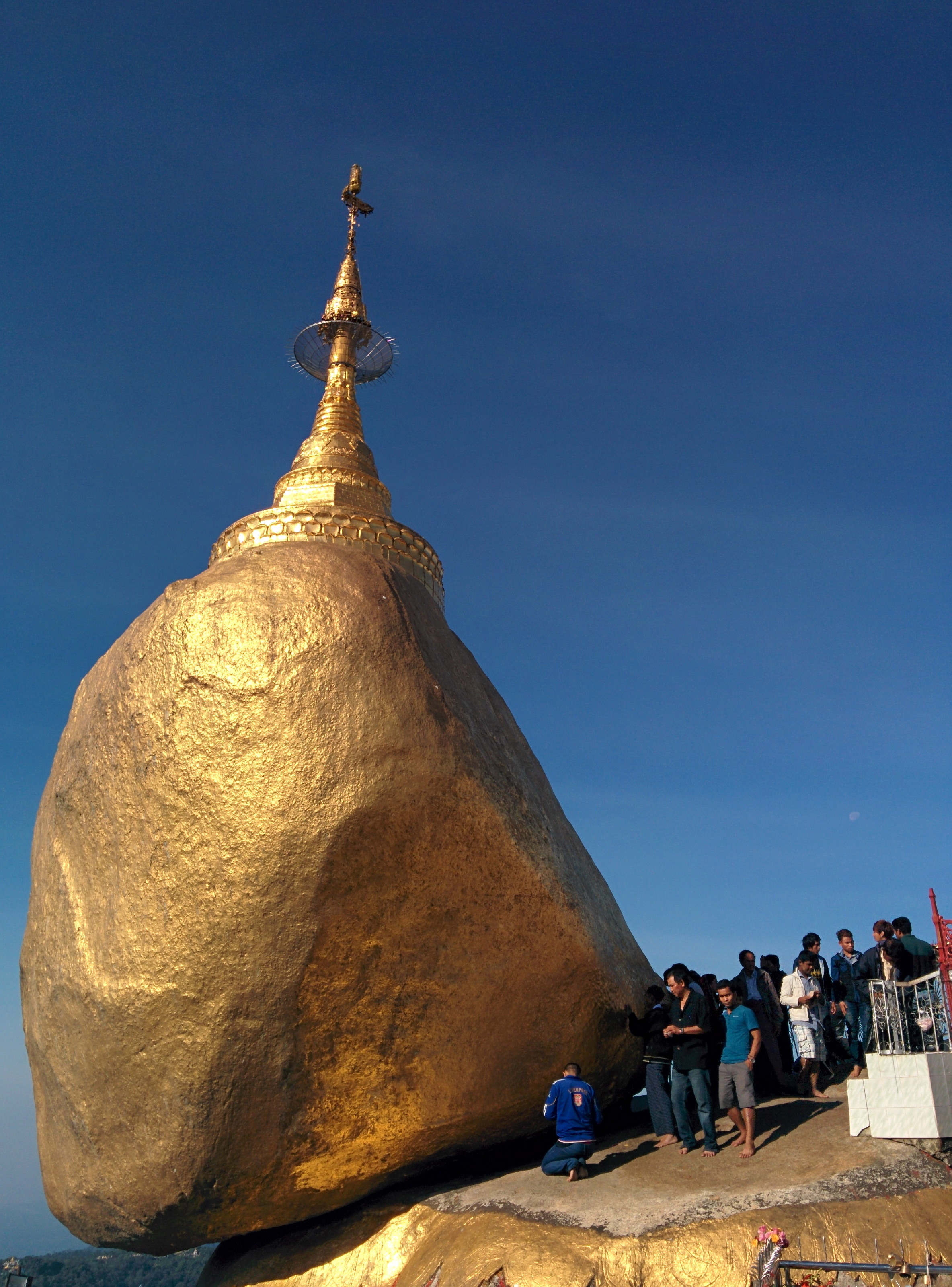
优婆塞（男居士）为金石贴金箔
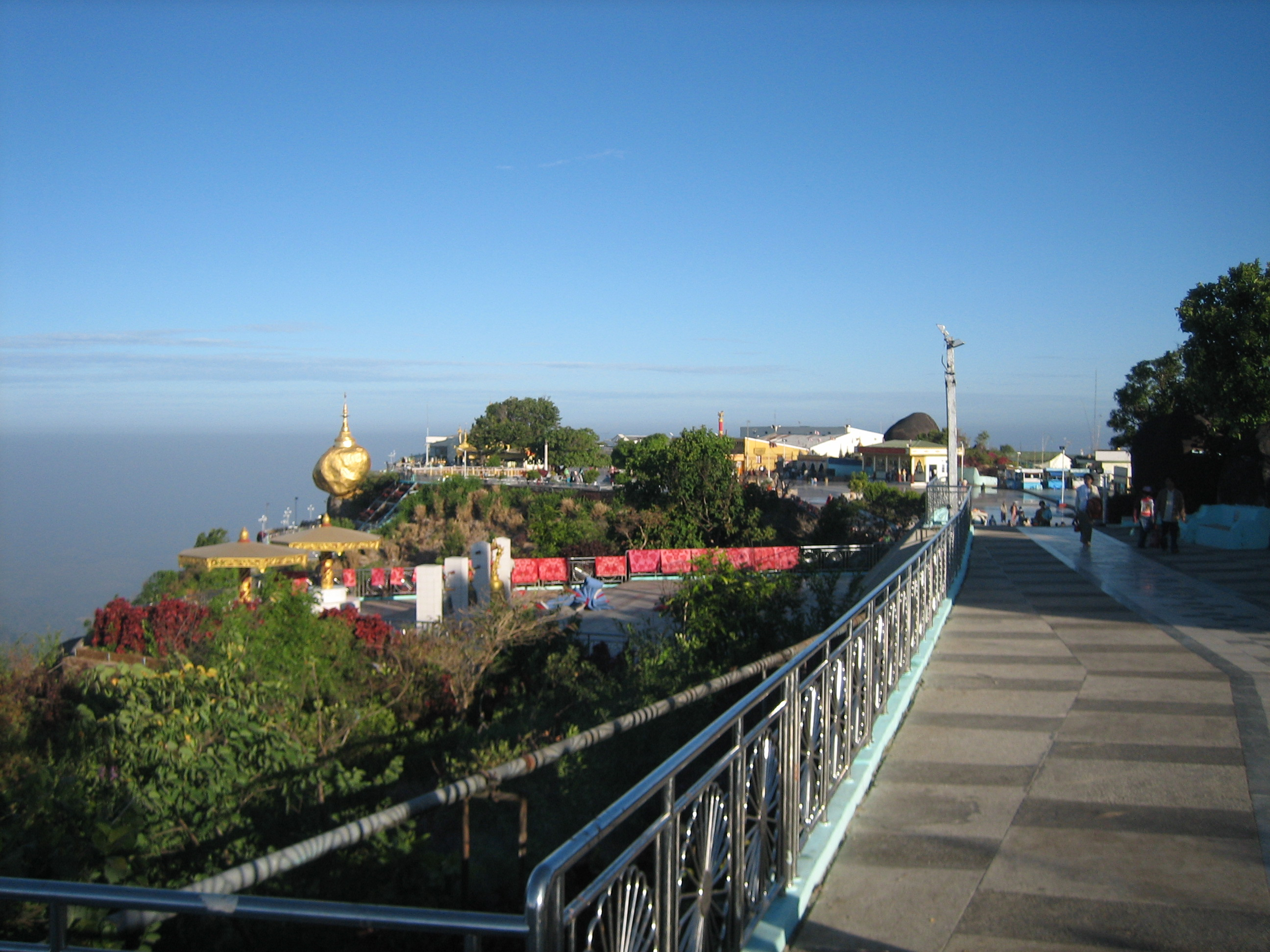
晨光中的圣域
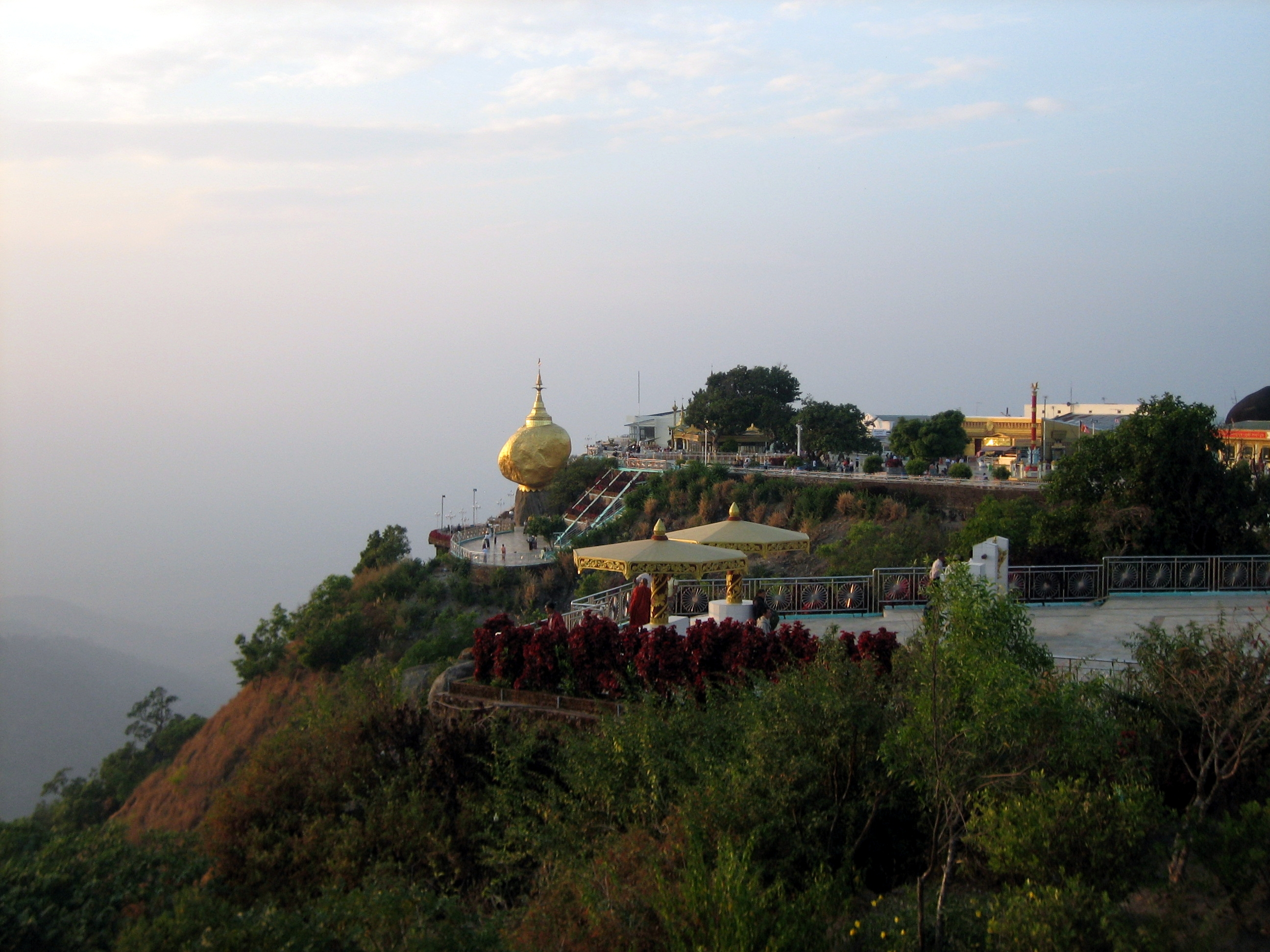
日落时分的景观
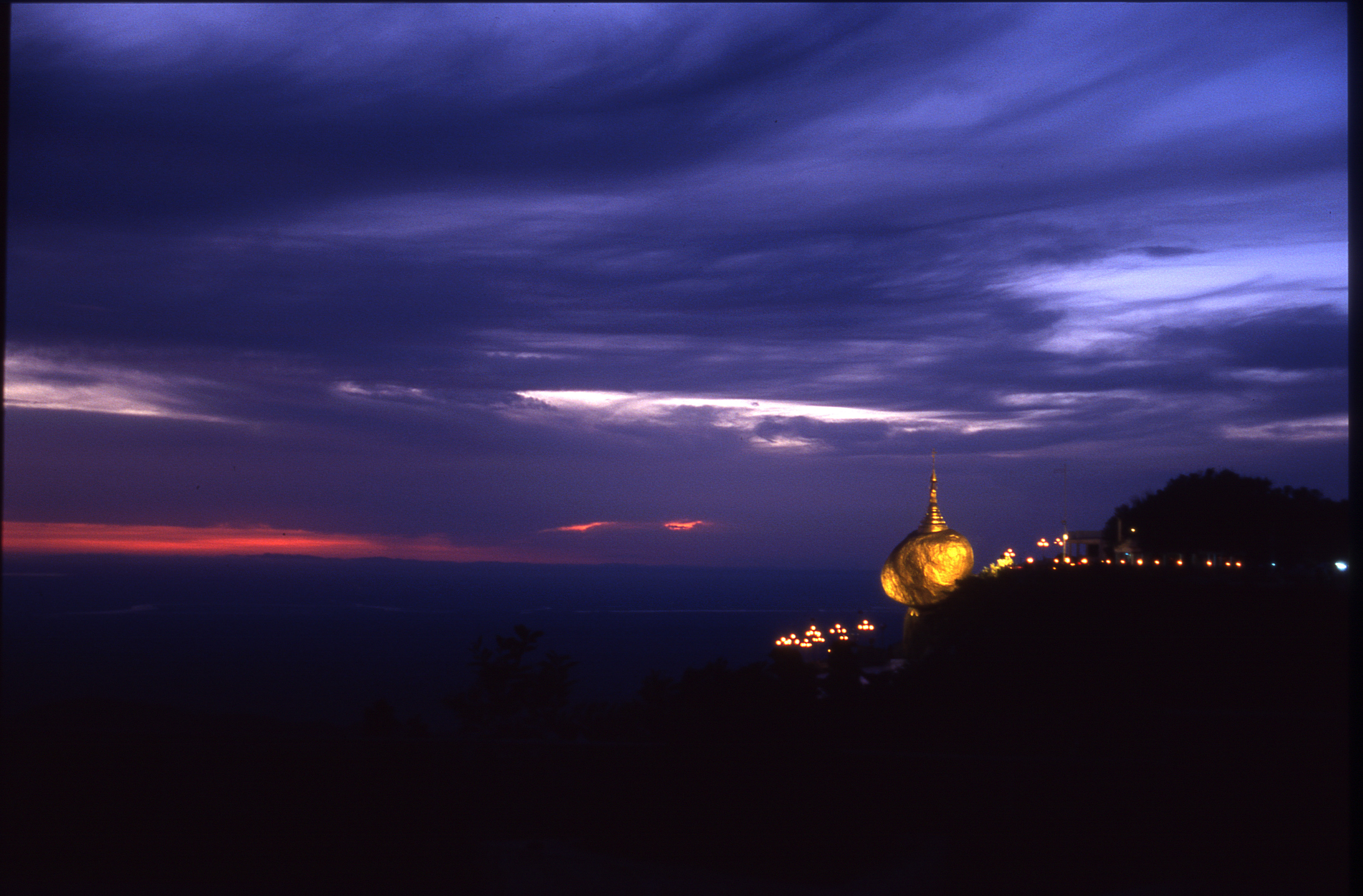
大金石夜景
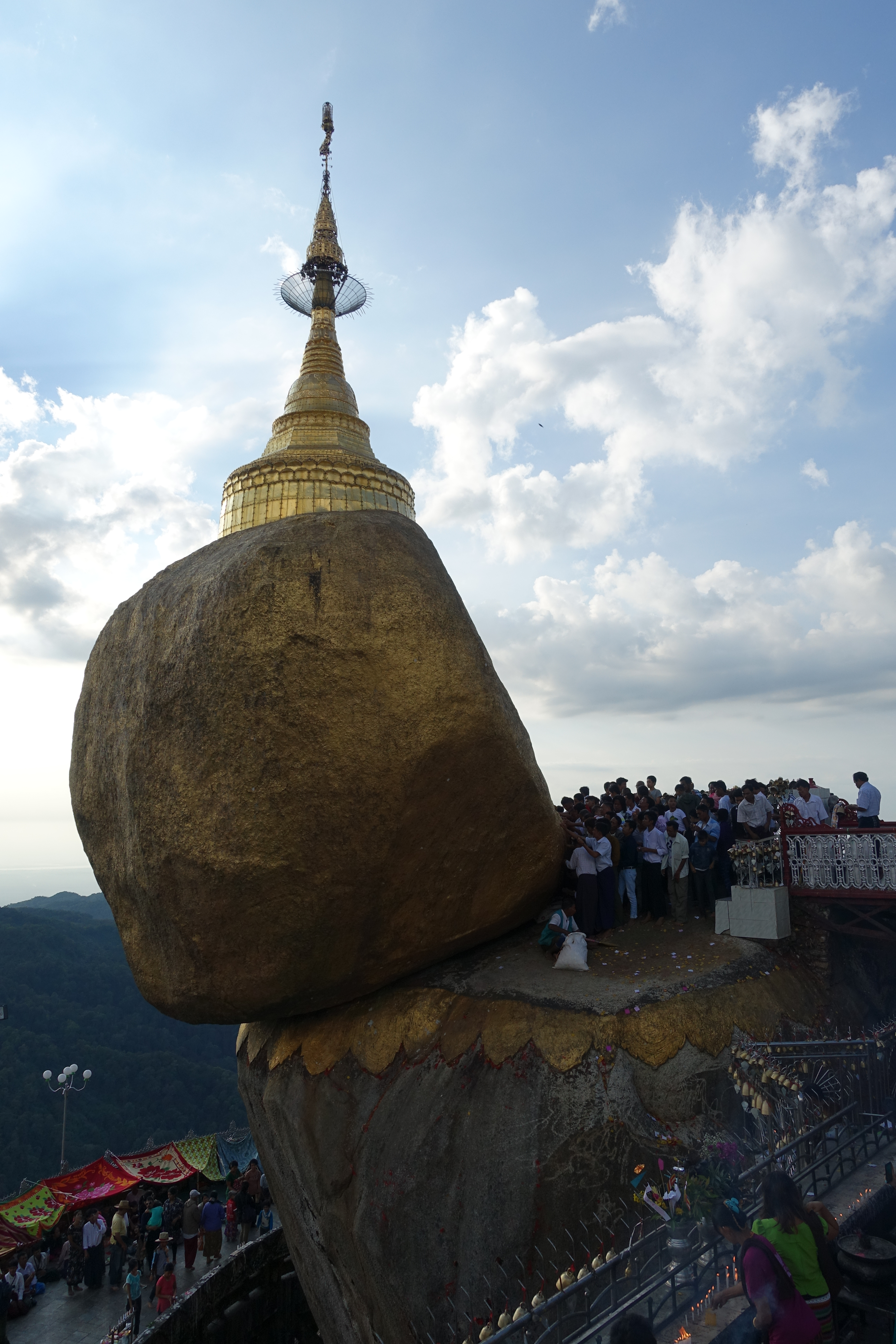
男性信徒贴金箔
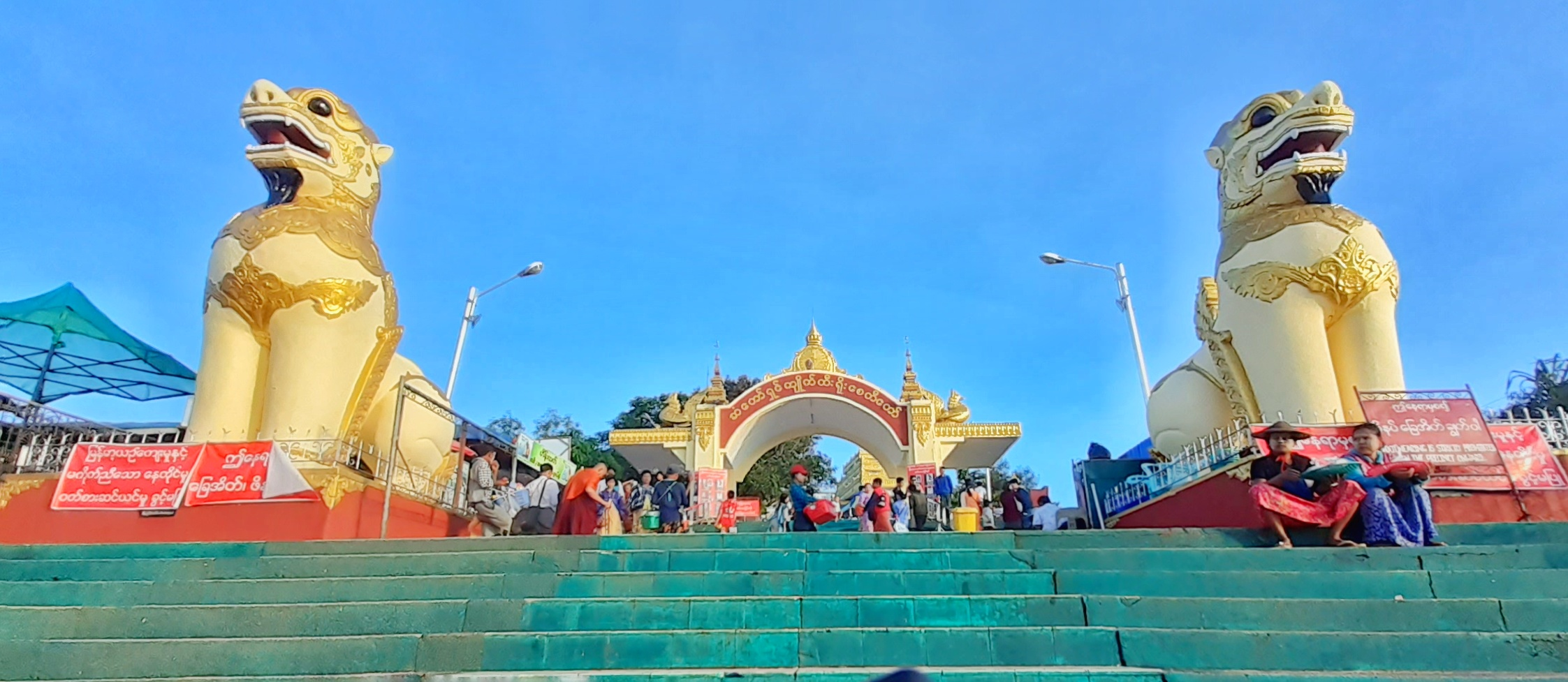
吉谛瑜佛塔山门（ဆံ‌ေတာ်ရှင်ကျိုက်ထီးရိုးစေတီ‌ေတာ်၏မုခ်ဝ）